# تنزانيا في الألعاب الأولمبية الصيفية 2016

علم تنزانيا.

نافست تنزانيا في دورة الألعاب الأولمبية الصيفية 2016 في ريو دي جانيرو، البرازيل، من 05-21 أغسطس 2016. كان هذا الظهور الثالث عشر للبلاد في دورة الألعاب الاولمبية الصيفية. تنزانيا لم تحضر دورة الألعاب الأولمبية الصيفية 1976 في مونتريال، بسبب المقاطعة الأفريقية.